# Лэмфер, Роберт
Роберт Дж. Лэмфер (англ. Robert J. Lamphere; 14 февраля 1918, Уорднер, Айдахо, США — 7 января 2002, Тусон, США) — американский контрразведчик, кадровый офицер ФБР, наиболее известен вкладом в проект «Венона» (работал в тесном сотрудничестве с Мередитом Гарднером), где после взлома кода удалось нейтрализовать ряд советских агентов в США, Англии и других стран, в частности Клауса Фукса и супругов Розенберг.

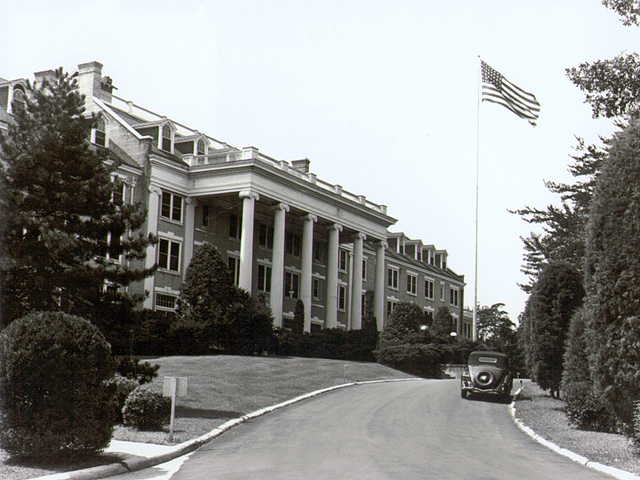
Аrлингтон-Холл, 1942

В 1930 году в США под руководством легендарного криптографа Уильяма Фридмана в Арлингтон-Холле (англ. Arlington Hall) было создано глубоко засекреченное подразделение:«Служба разведки сигналов» (англ. Signals Intelligence Service). В 1943 году 1 февраля в Арлингтон-Холле был начат проект по дешифрованию советских сообщений под кодовым названием «Венона». Наиболее успешным сотрудником был Мередит Гарднер, профессор лингвистики до вербовки в армию.
В 1946 году Мередит Гарднер смог прочесть сообщение от 1944 года и понял, что речь идёт о ядерном шпионаже.
В 1947 году в курс дела вводится ФБР, оно на долгий период подключает к Мередиту Гарднеру своего офицера Роберта Лэмфера. Лэмфер, работая иногда по 22 часа в сутки, неумолимо преследовал шпионов и обеспечивал Гарднеру оперативную поддержку. Так, когда Гарднер захотел проверить свои результаты, Ламфер принёс ему сообщения советских торговых сотрудников ещё до шифрования. Текст совпал, и Гарднер понял, что он на верном пути. Вдвоём они идентифицировали агентов по условным кличкам, что было далеко не просто.
Лэмфер также считался мастером допроса, именно он сумел разговорить Клауса Фукса, чтобы тот раскрыл личность связного по кличке «Раймон». Им оказался Гарри Голд, который, в свою очередь выдал Дэвида Грингласса, через последнего вышли и на Розенбергов.
В 1955 году Лэмфер ушёл из ФБР и работал в страховой компании. Проект «Венона» оставался официально засекреченным до 1995 года, но Ламфер выпустил свои мемуары о нём уже в 1987 году.